# GeSoLei

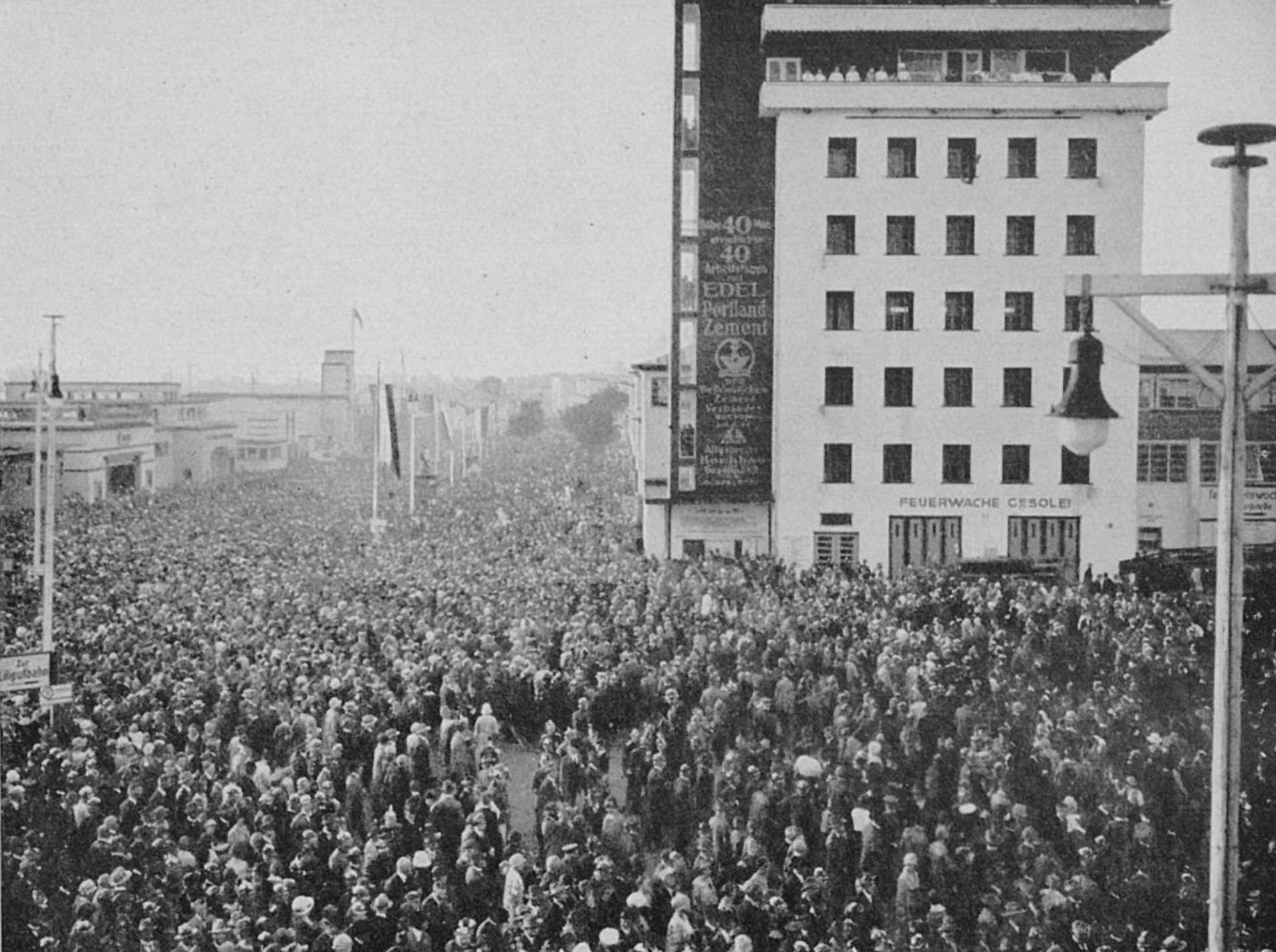
Rekordtag auf der GeSoLei (1926)

Die Große Ausstellung Düsseldorf 1926 für Gesundheitspflege, soziale Fürsorge und Leibesübungen (GeSoLei) vom 8. Mai bis 15. Oktober 1926 in Düsseldorf – nach anderen Quellen Große Ausstellung für Gesundheit, soziale Fürsorge und Leibesübungen Düsseldorf – war mit 7,5 Millionen Besuchern und 400.000 m² die größte Messe der Weimarer Republik. Ihre politische und soziale Zielsetzung war die Erziehung zum „neuen leistungsfähigen Menschen“.

## Lage

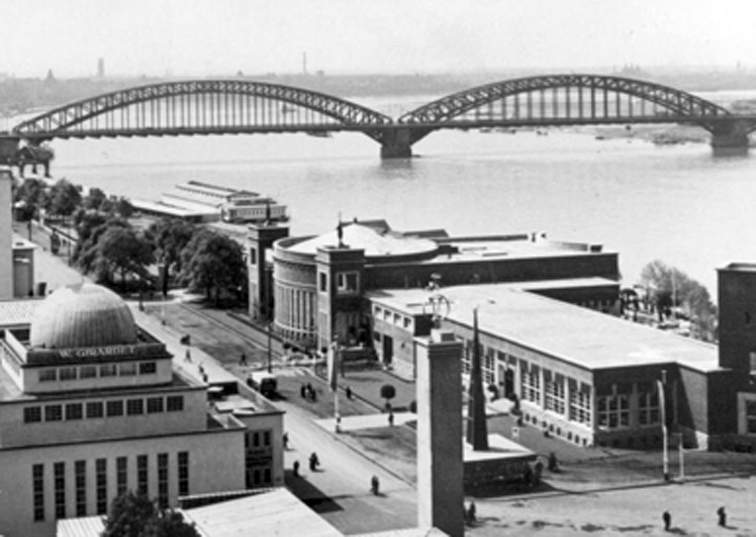
Blick auf die Rheinterrasse, welche von Beginn an für die Gastronomie ausgerichtet war. Zur GeSoLei stand sie mit mehreren Restaurants und Cafés den Ausstellungsbesuchern offen (1926)

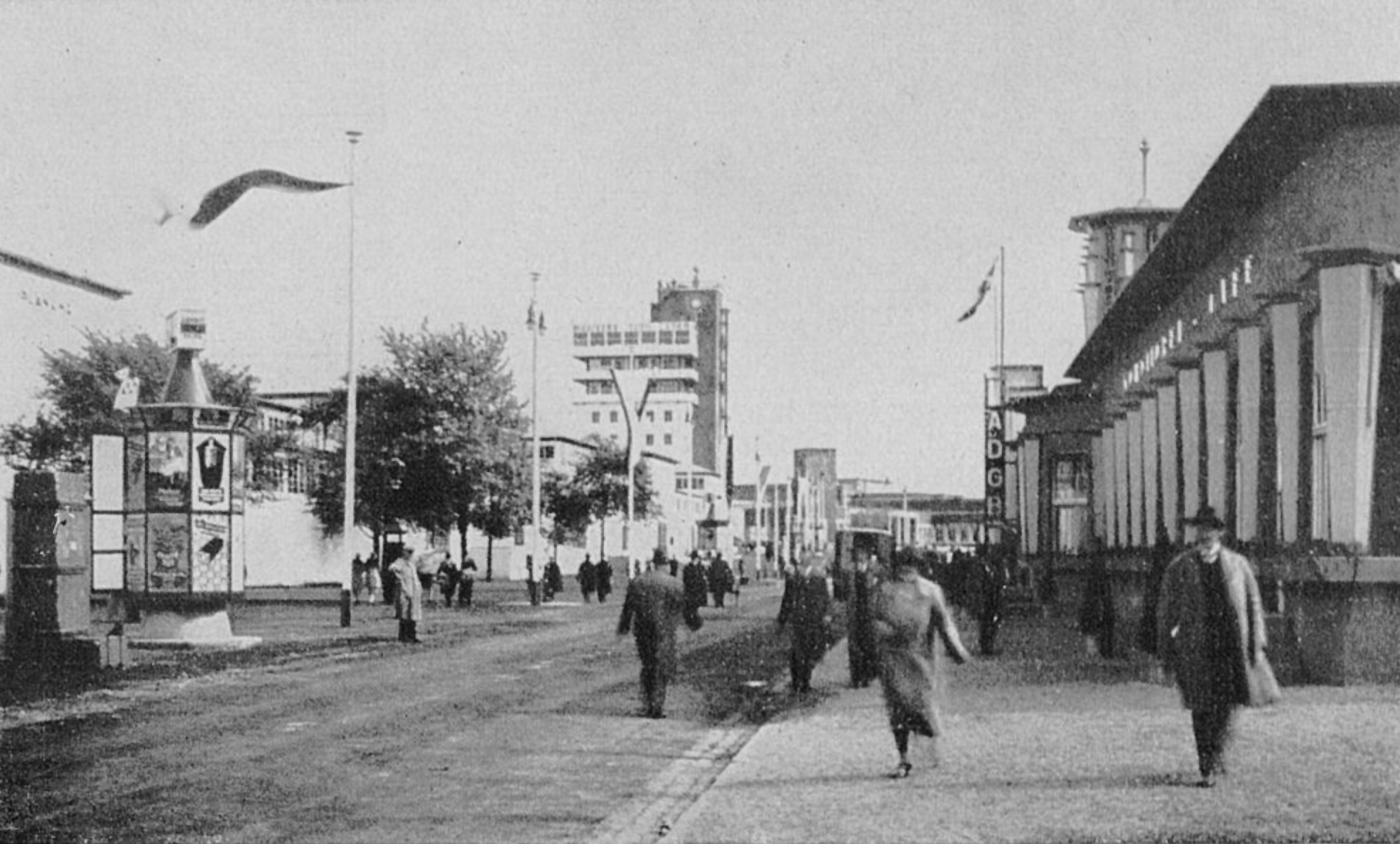
Ausstellungsstraße auf der GeSoLei (1926)

Die Ausstellung fand auf dem alten Messegelände in Düsseldorf-Pempelfort und Düsseldorf-Golzheim statt, wo bereits 1902 die Große Industrie-, Gewerbe- und Kunstausstellung die Messe in Düsseldorf begründete. Hier fand später auch die IGEDO statt. Nahe gelegen sind der Rheinpark (der 1925 für die GeSoLei gegen Hochwasser erneut aufgedeicht werden musste), die neue Messe und der Flughafen. Einen Überblick zur Themenvielfalt vermittelte ein Lageplan.

## Ausrichtung und Themen
Die Ausstellung war vor allem von neuem Optimismus und der zunehmenden Wirtschaftskraft des Rheinlandes geprägt, ausgelöst durch die allgemeine Konsolidierung Deutschlands Mitte der 1920er Jahre (Politik von Gustav Stresemann, Einführung der Rentenmark, Annahme des Dawes-Plans). Die Gesamtinitiative für den Bereich Gesundheit und Sozialhygiene ging von dem Pädiater Arthur Schloßmann aus, mit maßgeblicher Unterstützung des Düsseldorfer Industriellen und Mäzens sowie des Präsidenten der Industrie- und Handelskammer, des Kgl. Preuß. Kommerzienrats Carl Rudolf Poensgen. Der Medizinhistoriker Wilhelm Haberling organisierte die Ausstellung Zweitausend Jahre Gesundheitspflege am Rhein, verbunden mit dem Ehrensaal rheinischer Naturforscher und Ärzte und erhielt dafür die Goldene Medaille der GeSoLei. Von 1925 bis 1927 war die Ärztin Marta Fraenkel als wissenschaftliche Geschäftsführerin bei der GeSoLei tätig. Insgesamt gliederte sich die Messe in folgende Bereiche:
- Gesundheit
- Alltagshygiene
- Sport
- Arbeitsverhältnisse
- Vererbungslehre

60 Prozent des Messegeländes präsentierten sich als Vergnügungspark. Erstmals in Deutschland wurden auf der Messe Autoscooter präsentiert.

## Architektur

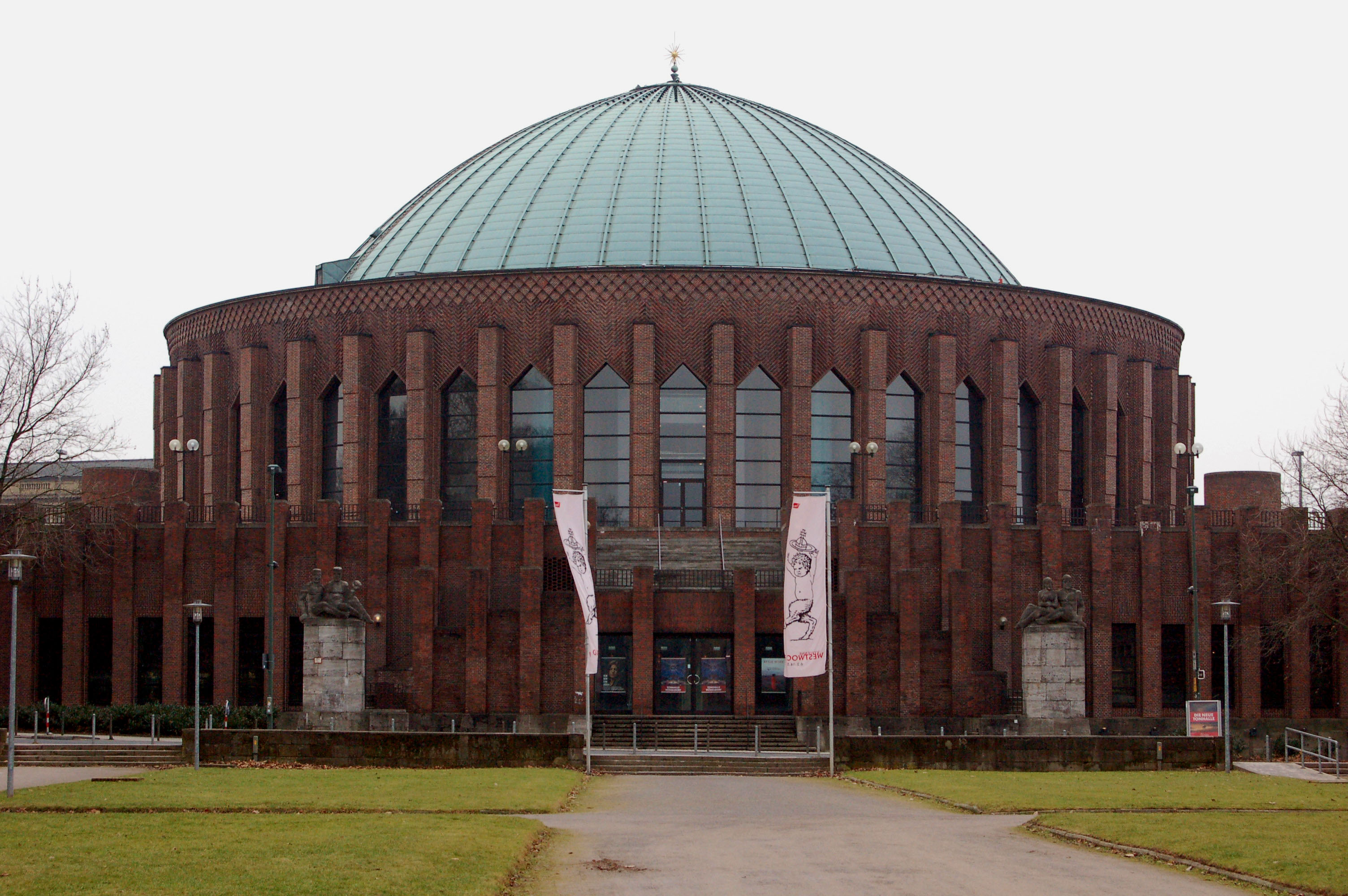
Tonhalle Düsseldorf, Blick vom Ehrenhof (2006)

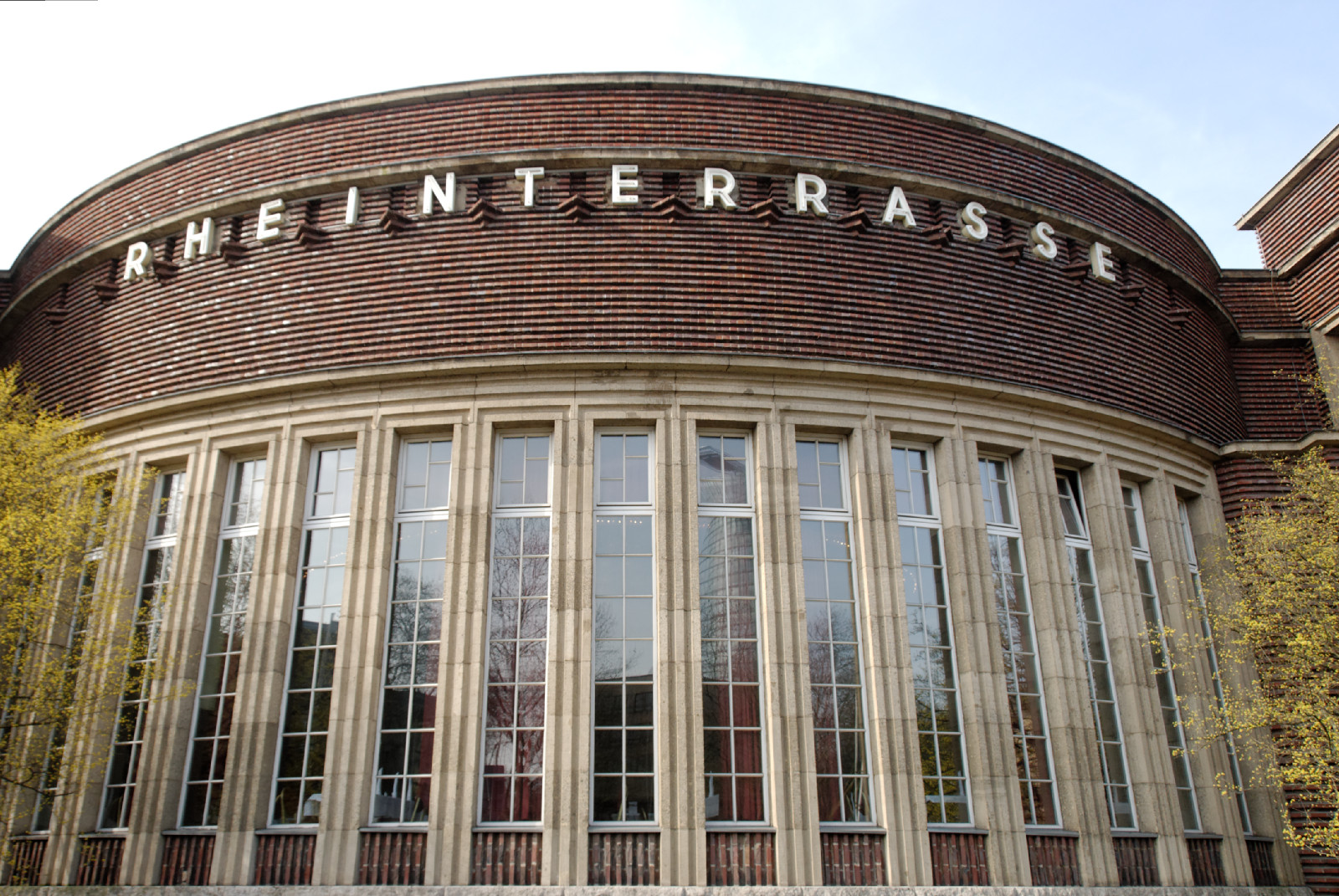
Rheinterrasse (2011)

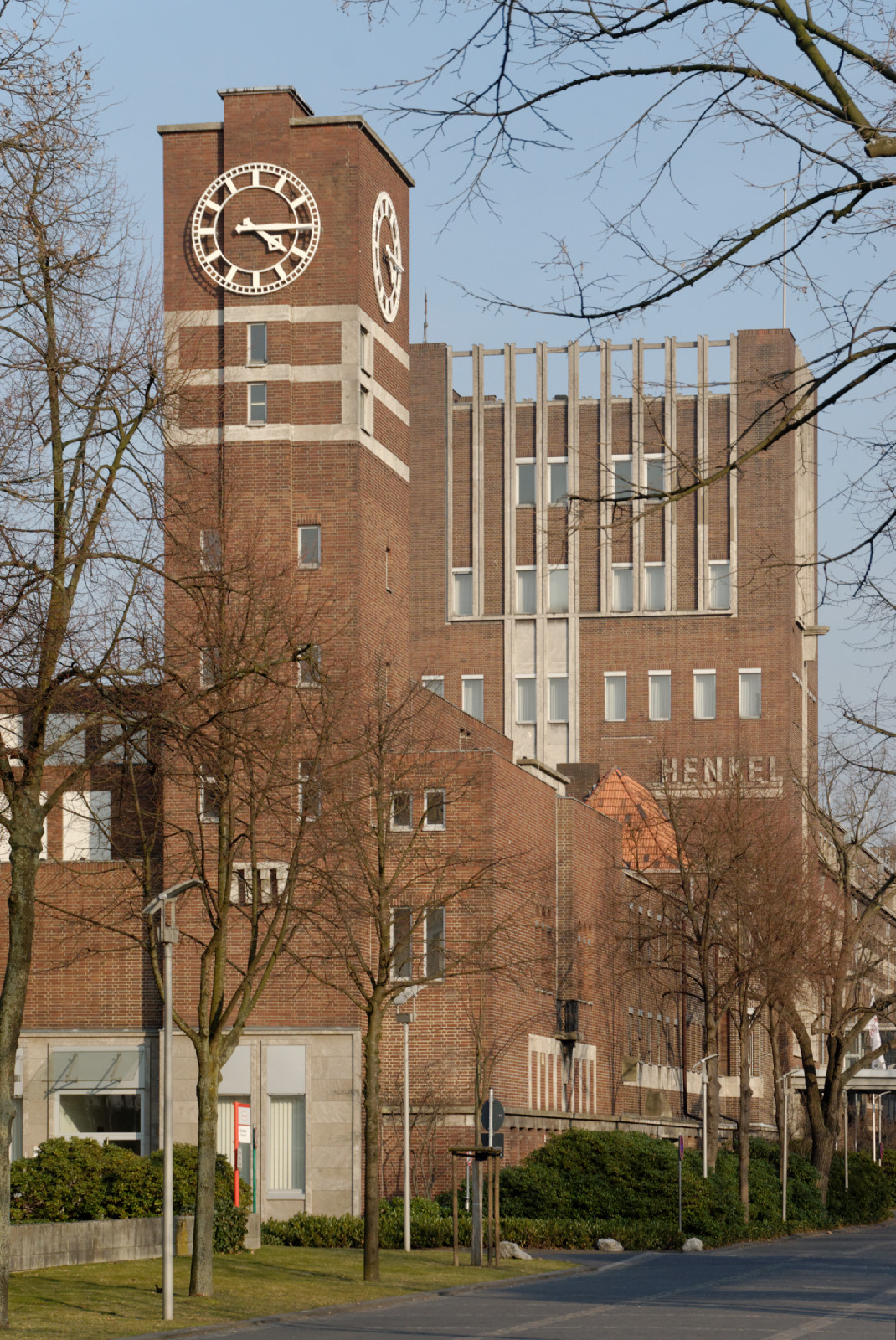
Verwaltungsgebäude der Henkel-Werke, Düsseldorf-Holthausen (2011)

Leitender Architekt für den städtebaulichen Gesamtentwurf war Wilhelm Kreis (1873–1955). Für den Bau der Einzelbauten wurden insgesamt zwanzig verschiedene Architekten herangezogen. Nicht nur von den herausragenden Dauerbauten von Wilhelm Kreis, auch durch die große Anzahl an Musterhäusern und Wohnungen, die nach den damals modernsten Maßstäben sauber und rationell eingerichtet wurden, gingen belebende Impulse für den Wohnungsbau in Düsseldorf aus. Nach Abschluss der Ausstellung sollten die von Kreis errichteten Dauerbauten ein an den Kunstpalast angegliedertes Kunstmuseum, ein Wirtschaftsmuseum, eine große Versammlungshalle und ein Restaurant aufnehmen. Alle übrigen Gebäude waren nur für die Dauer eines Jahres bestimmt. Eine Vielzahl von Pavillons und Bauten wurde darüber hinaus von führenden Architekten der Weimarer Republik, unter anderem von Max Taut und Peter Behrens, geschaffen:
- Die heutige Tonhalle als Mehrzweckhalle und Planetarium „Rheinhalle“ durch den Architekten Wilhelm Kreis (Düsseldorf/Dresden) – mit Mosaiken von Heinrich Nauen – erbaut und erst 1979 zum Konzertsaal umgebaut,
- der Ehrenhof – der heute das Museum Kunstpalast mit dem ehemaligen Kunstgewerbemuseum und der städtischen Kunstsammlung und das 1998 eröffnete NRW-Forum Kultur und Wirtschaft beherbergt – ebenfalls von Wilhelm Kreis unter Einbeziehung des alten Kunstpalastes für die Messe errichtet,
- die Rheinterrasse als Café und Groß-Restaurant vom Architekten Wilhelm Kreis realisiert,
- das Vasenol-Kinderheim, ein Mustersäuglingsheim „zur Vermittlung grundlegender Gedanken zur modernen Kinderpflege unter organisatorischer Leitung des Vaterländischen Frauenvereins Düsseldorf“,[2] durch den Architekten Karl Ackermann gebaut (nach anderen Quellen Eduard Lyonel Wehner); die Leitung des Heimes übernahm Erna Eckstein-Schlossmann, die Frau des jüdischen Direktors der Kinderklinik Düsseldorf und Ordinarius für Kinderheilkunde bis 1935, Albert Eckstein.
- Ausstellungsgebäude Henkel von Walter Furthmann, auch GeSoLei-Saal, 1927 wiederaufgebaut als Verwaltungsgebäude der Henkel-Werke an der Henkelstraße 67 in Düsseldorf-Holthausen

Die Architektur von Wilhelm Kreis und ihre städtebauliche Anordnung in einem neomonumentalen System von Achsen, die vor allem in der Anlage des Ehrenhofs erkennbar ist, inspirierte den italienischen Architekten Marcello Piacentini, den „Staatsarchitekten“ von Benito Mussolini, insbesondere zu dessen Konzept für die Universität La Sapienza in Rom.

## Kunst
Mit der „Gesolei“ im neuerbauten Ehrenhof und dem anschließenden Rheinpark erneuerte die Stadt Düsseldorf gleichzeitig ihren Ruf als Kunst- und Ausstellungsstadt. Wilhelm Kreis, der Architekt des Wilhelm-Marx-Hauses, wurde von der Bauherrin der städtischen Anlagen, der Bürohausgesellschaft, mit dem Entwurf und der Errichtung der Bauten am Ehrenhof beauftragt. Die Mosaiken und Glasfenster waren von Heinrich Nauen und Thorn-Prikker, die Plastiken von Bernhard Sopher, Ernst Gottschalk, Carl Moritz Schreiner und Arno Breker. Im Rundbau des Planetariums, auch Rheinhalle genannt, befanden sich elf Arbeiten der damals noch jungen Düsseldorfer Maler Jankel Adler, Fritz Burmann, Josef Bell (1891–1935), Carl Cürten, Artur Erdle, Bernhard Gobiet, Werner Heuser, Arthur Kaufmann, Heinz May, Walter Ophey und Adolf Uzarski.

## Publikation
Die GeSoLei entfaltete im Rahmen ihrer „sozialhygienischen“ Aktivitäten eine rege Publikationstätigkeit. So erschienen von Sommer 1925 bis Sommer 1926 eine Tageszeitung und eine Zeitschrift mit dem Namen „Gesolei“ mit zahlreichen, vor allem sozialpolitischen Beiträgen. Der Filmregisseur und Experimentalfilmer Walter Ruttmann schuf 1925/1926 zusammen mit Lotte Lendesdorff und Julius Pinschewer für die Ausstellung den dreiminütigen Animationsfilm Der Aufstieg, in welchem die Erneuerung des Deutschen Michels propagiert wurde.

## Kritik
Mehr als die Ausstellung selbst geriet ihr für damalige Verhältnisse äußerst moderner Kurztitel GeSoLei in die Kritik der Zeitgenossen. Der Schriftsteller Ludwig Finckh erhielt im April 1925 eine Anfrage vom Landesausschuss für hygienische Volksbelehrung mit der Bitte um einen Beitrag, konnte jedoch nur irritiert antworten: „Nun muß ich Ihnen tief beschämt gestehen: meine Bildung hat gänzlich versagt. Und es bleibt mir nichts anderes übrig, als Sie selber zu fragen: was heißt Gesolei? Wahrscheinlich würde ich sehr gern mittun, wenn ich wüßte was es heißt“. Die Kölnische Volkszeitung bezeichnete das Kürzel als „ein total unglückliches Wort“. Die München-Augsburger Abendzeitung nannte das Kürzel „gedanken- und geschmacklos“, die Wiener Feuerbestattungszeitschrift Phoenix schrieb, „Gesolei – ein der Eselei sehr nahestehendes Wort –, die der Sprachverblödung die Krone aufsetzt“. In den Ärztlichen Mitteilungen vom 7. November 1925 forderte ein Mediziner: „An den Pranger mit so einem blödsinnigen Namen […]“. Oskar Streicher bezeichnete das Kürzel in der Zeitschrift des Deutschen Sprachvereins 1926 schließlich als „Scheusal“.

## Sonstiges
Der Düsseldorfer Maler Fritz Reusing erstellte 1925 ein Gemälde des Messe-Vorstandes der GeSoLei, auf dem auch Wilhelm Kreis abgebildet ist.
Es wurde auch ein Schlager zur Ausstellung komponiert und auf Schallplatten vertrieben, für die mit Postkarten geworben wurde. Der große Gesolei-Schlager hatte den Titel: Der Gesolei-Kuss und den Refrain: Geh so leih mir doch dein Mündchen.
Angeregt durch die Ideen der Ausstellung nannten Elsdorfer Bürger 1926 ihre neue Siedlung (ab 1924), zwischen Elsdorf und Etzweiler gelegen, Gesolei-Siedlung. Sie erfuhr in den 1950er Jahren noch einmal eine Erweiterung, wurde aber vor dem späteren Abbaggern zusammen mit Etzweiler nach Elsdorf-Neu-Etzweiler an den Rand des Rheinischen Braunkohlereviers umgesiedelt.
Speziell für diese Veranstaltung richtete die Rheinbahn eine Sonderlinie ein. Die Linie G verkehrte vom Hauptbahnhof aus zur Veranstaltung nach Golzheim.